# Pruszcz Gdański (gromada)
Pruszcz Gdański – dawna gromada, czyli najmniejsza jednostka podziału terytorialnego Polskiej Rzeczypospolitej Ludowej w latach 1954–1972.
Gromady, z gromadzkimi radami narodowymi (GRN) jako organami władzy najniższego stopnia na wsi, funkcjonowały od reformy reorganizującej administrację wiejską przeprowadzonej jesienią 1954 do momentu ich zniesienia z dniem 1 stycznia 1973, tym samym wypierając organizację gminną w latach 1954–1972.
Gromadę Pruszcz Gdański z siedzibą GRN w mieście Pruszcz Gdański (nie wchodzącym w jej skład) utworzono 1 stycznia 1958 w powiecie gdańskim w woj. gdańskim z obszarów zniesionych gromad Jagatowo, Rokitnica i Straszyn w tymże powiecie.
1 stycznia 1959 z gromady Pruszcz Gdański wyłączono wieś Żuławka, włączając ją do gromady Mierzeszyn w tymże powiecie.
Gromada przetrwała do końca 1972 roku, czyli do kolejnej reformy gminnej. 1 stycznia 1973 w powiecie gdańskim w woj. gdańskim reaktywowano zniesioną w 1954 roku gminę Pruszcz Gdański (od 1999 w woj. pomorskim).